# Parcours du Tours Volley-Ball en coupe de France
 (mai 2023).
Si vous disposez d'ouvrages ou d'articles de référence ou si vous connaissez des sites web de qualité traitant du thème abordé ici, merci de compléter l'article en donnant les références utiles à sa vérifiabilité et en les liant à la section « Notes et références ».
Le Tours Volley-Ball a remporté la coupe de France en 2003, 2005, 2006, 2009, 2010, 2011, 2013, 2014, 2015, 2019 et 2023.

## Saison 2022-2023
Victoire de la coupe de France contre le Nice Volley-Ball en trois sets (25-21, 25-21, 25-18).

## Saison 2012-2013
Le Tours Volley-Ball entre dans la compétition lors des huitièmes de finale, face à Asnières, pensionnaire de ligue B, qui jouait à domicile. Après avoir perdu la première manche, le TVB s'impose dans les trois suivantes (score final : 25-21, 14-25, 17-25, 19-25).
En quarts de finale, Tours est opposé au tenant du titre Rennes, les Tourangeaux s'imposent sur le parquet breton 3-1 (17-25, 26-24, 21-25, 17-25).
Pour les demi-finales, Tours joue à domicile face à Montpellier et s'impose 3-0 (25-20, 25-22, 25-19).
Cette année, les finales fédérale et professionnelle, hommes et femmes sont organisées la même journée, 30 mars, à Paris. Après avoir assisté au sacre de Cannes chez les femmes, le TVB récupère le titre perdu la saison précédente face à Toulouse sur le score de 3 sets à 1 (26-24, 25-22, 20-25, 25-22).
Avec sept coupes de France, Tours conforte son record national en volley-ball masculin.

## Saison 2011-2012
Le TVB est éliminé en demi-finale par Rennes qui remportera la finale face à Beauvais.

## Saison 2010-2011
Tours s'impose en finale face à Beauvais 3-0. C'est le troisième titre consécutif pour les Tourangeaux et le sixième au palmarès.

## Saison 2009-2010
La finale à quatre (les deux demi-finales le samedi 1er avril, la finale le lendemain) se déroule à Lyon. Pour la demi-finale, Tours est opposé à Poitiers. Cette rencontre avait valeur de finale entre deux des meilleures équipes cette saison (Poitiers finira quatrième du championnat).
Après avoir perdu les deux premières manches et être passé tout près de l'élimination dans la troisième, les Tourangeaux égalisent à deux sets partout. Le tie-break est mené par Poitiers jusqu'à 6-8 avant que Tours ne marque les neuf points suivants (score final: 23-25, 23-25, 25-22, 25-20, 15-8).
Les Tourangeaux s'impose en finale face à Montpellier sur le score de 3-0 (25-21, 25-21, 25-18).
Deuxième victoire consécutive et cinquième titre en coupe de France pour Tours, qui rejoint au palmarès Cannes et Fréjus.

## Saison 2008-2009
Après deux années de disette, le Tours Volley-Ball s'impose en finale face à Tourcoing 3-1 (20-25, 25-22, 25-21, 25-18). Pour la première fois de son histoire, la finale se jouait à Tours.

## Saison 2006-2007
Tenant du titre, le TVB entre dans la compétition en huitièmes de finale avec un déplacement à Asnières (Pro A), le 13 janvier 2007. Le TVB s'impose 3-1 (21-25, 25-22, 25-17, 25-23). En quarts de finale, le 10 février 2007, les Tourangeaux sont opposés au Stade Poitevin Volley-Ball. Tours mène 2 sets à 0 et est en passe de s'imposer, c'est pourtant Poitiers qui l'emporte 3-2 (15-25, 22-25, 25-23, 25-23, 15-13) et obtient sa qualification pour les demi-finales.

## Saison 2005-2006
Le TVB démarre la compétition en huitièmes de finale par un déplacement chez le modeste club d'Épernay (Nationale 3). Ce match n'est qu'une formalité pour Tours qui s'impose 3-0 (25-7, 25-2, 25-11). En quarts de finale, c'est un adversaire d'un tout autre calibre qu'affrontent les Tourangeaux. C'est en effet à Paris, face au Paris Volley, que les Tourangeaux tentent de décrocher leur place dans le dernier carré. Après avoir perdu le premier set (22-25), les Tourangeaux remportent les trois suivants (25-22, 25-18, 25-22) et se qualifient pour les demi-finales.
Le Final Four de la compétition est organisé à Vannes. En demi-finales, le TVB est opposé à l'Arago de Sète, équipe réputée très accrocheuse, mais qui fait pourtant les frais d'un TVB en grande forme. Tours s'impose 3-0 (25-22, 25-19, 25-17) et se retrouve en finale, face à l'AS Cannes Volley-Ball. Le TVB triomphe 3-1 (26-24, 24-26, 25-20, 25-21) et s'adjuge la troisième coupe de France de son histoire.

## Saison 2004-2005
Le 23 février 2005, les Tourangeaux font leur retour dans la compétition en huitièmes de finale. Ils s'imposent à Beauvais face au Beauvais Olympique UC 3-1 (25-21, 25-23, 19-25, 25-23).
Les quarts de finale, demi-finales et finale de la compétition se déroulent à Tourcoing. En quarts de finale, le 16 mars 2005, le TVB bat l'Arago de Sète 3-0 (25-18, 25-20, 25-23). En demi-finales, le 18 mars 2005, Tours est opposé au Paris Volley. Une victoire 3-1 (25-20, 25-21, 20-25, 25-23) lui permet d'accéder, le lendemain, à sa quatrième finale de coupe de France.
Face au Tourcoing Lille Métropole Volley-Ball, qui joue à domicile, la tâche ne semble pas aisée pour le TVB. L'équipe entraînée par Roberto Serniotti remporte pourtant cette finale sur un score sans appel : 3-0 (25-13, 25-15, 25-12).
En très grande forme, le TVB réalisera une semaine plus tard un prestigieux doublé en s'adjugeant la Ligue des Champions aux dépens de l'Iraklis Salonique.

## Saison 2003-2004
La coupe de France est rebaptisée cette saison coupe de la Ligue. Le TVB y fait son entrée le 4 novembre 2003, en huitièmes de finale. Son adversaire du jour n'est autre que le Stade Poitevin, que les Tourangeaux avaient battu en finale de la précédente édition. Cette fois-ci, les Poitevins prennent une belle revanche en dominant le TVB 3-0 (25-15, 27-25, 25-18).

## Saison 2002-2003
Le TVB démarre la compétition le 9 novembre 2002 en seizièmes de finale contre Asnières Volley 92. Une nette victoire 3-0 (25-20, 25-18, 25-13) lui permet d'affronter, en huitièmes, le Tourcoing Lille Métropole Volley-Ball. Cette rencontre se déroule le 19 novembre 2002 et est remportée par les Tourangeaux 3-1 (22-25, 25-20, 25-18, 25-16).
En quarts de finale, le 2 décembre 2002, le club tourangeau est opposé au CNVB (centre national de volley-ball). C'est son match le plus accroché puisque Tours ne gagne qu'au terme du tie-break 3-2 (25-23, 17-25, 25-22, 23-25, 15-11).
Le TVB se retrouve donc qualifié pour le Final Four. Le 27 décembre, en demi-finales, il retrouve sa bête noire, le Paris Volley qui l'a déjà battu par deux fois en finale de cette même compétition. Cette fois, les Tourangeaux réussissent l'exploit de s'imposer à Paris 3-1 (25-23, 25-27, 27-25, 25-15). Le lendemain, en finale, ils rééditent cette performance en triomphant du Stade Poitevin Volley-Ball, tenant du titre, 3-1 (25-23, 24-26, 25-15, 25-22). C'est le premier titre remporté par le TVB depuis son accession à l'élite du volley français en 1994.
Le TVB se distingue aussi au chapitre des récompenses personnelles puisque Hichem Guemmadi est élu meilleur joueur du tournoi.

## Saison 2001-2002
Le 27 novembre 2001, le TVB se rend à Montpellier dans le cadre des huitièmes de finale. Tours est défait par le Montpellier Université Club (volley-ball) 3-1 (25-23, 25-17, 24-26, 29-27).

## Saison 2000-2001
Finaliste de l'édition précédente, le Tours Volley-Ball a rendez-vous à Melun, le 3 janvier 2001, pour le troisième tour de cette édition 2000-2001. Le TVB l'emporte 3-1 (21-25, 25-11, 25-17, 25-19).
En huitièmes de finale, le 31 janvier, le TVB accueille le Dunkerque Dunes de Flandre Volley-Ball (Pro B). Les joueurs de Vladimir Alekno s'imposent nettement 3-0 (25-21, 25-16, 25-16) et se retrouvent en quarts de finale. C'est à Avignon que se dispute ce quart de finale, le 28 février 2001. Opposés à l'Avignon Volley-Ball, les Tourangeaux se qualifient pour les demi-finales 3-0 (25-21, 25-13, 25-20).
En demi-finales, le TVB reçoit Tourcoing, le 14 mars 2001. Là encore, il surclasse son adversaire 3-0 (25-15, 25-22, 25-14) et s'ouvre les portes d'une deuxième finale consécutive.
Comme l'année précédente, les Tourangeaux retrouvent en finale l'ogre parisien qui vient de remporter la Ligue des Champions. Et comme l'année précédente, Paris l'emporte sans surprise : 3-0 (25-21, 25-20, 25-20).
| Adversaire      | 16e de finale | 8e de finale | 1/4 de finale | 1/2 finale | Finale |
| Melun           | 1-3           |              |               |            |        |
| Dunkerque DDFVB |               | 3-0          |               |            |        |
| Avignon VB      |               |              | 0-3           |            |        |
| Tourcoing LMVB  |               |              |               | 3-1        |        |
| Paris Volley    |               |              |               |            | 3-0    |

## Saison 1999-2000
| Adversaire            | 16e de finale | 8e de finale | 1/4 de finale | 1/2 finale | Finale |
| GFCO Ajaccio          | 3-0           |              |               |            |        |
| Nice Volley-Ball      |               | 3-1          |               |            |        |
| Rennes Étudiants Club |               |              | 2-3           |            |        |
| Arago de Sète         |               |              |               | 3-1        |        |
| Paris Volley          |               |              |               |            | 3-0    |